# 나라별 최초의 우주인
세계 최초의 우주인은 1961년 4월 12일 우주인이 된 소련의 군인 유리 가가린이다. 그 외에 각 국가별 최초의 우주인은 다음과 같다.

## 각국 최초의 우주인
| #  | 나라              | 이름                                    | 날짜             | 비행                           |
| 1  | 소련              | 유리 가가린                             | 1961년 4월 12일  | 보스토크 1호                   |
| 2  | 미국              | 앨런 셰퍼드                             | 1961년 5월 5일   | 머큐리-레드스톤 3호            |
| 3  | 체코슬로바키아    | 블라디미르 레메크                       | 1978년 3월 2일   | Soyuz 28                       |
| 4  | 폴란드            | 미로스와프 헤르마셰프스키               | 1978년 6월 27일  | Soyuz 30                       |
| 5  | 동독              | 지그문트 얀                             | 1978년 8월 26일  | Soyuz 31                       |
| 6  | 불가리아          | 게오르기 이바노프                       | 1979년 4월 10일  | Soyuz 33                       |
| 7  | 헝가리            | Bertalan Farkas                         | 1980년 5월 26일  | Soyuz 36                       |
| 8  | 베트남            | 팜뚜언 (아시아 최초)                    | 1980년 7월 23일  | Soyuz 37                       |
| 9  | 쿠바              | 아르날도 타마요 멘데즈                  | 1980년 9월 18일  | Soyuz 38                       |
| 10 | 몽골              | Jügderdemidiin Gürragchaa               | 1981년 3월 22일  | Soyuz 39                       |
| 11 | 루마니아          | Dumitru Prunariu                        | 1981년 5월 14일  | Soyuz 40                       |
| 12 | 프랑스            | Jean-Loup Chrétien                      | 1982년 6월 24일  | Soyuz T-6                      |
| 13 | 서독              | Ulf Merbold                             | 1983년 11월 28일 | 컬럼비아 우주왕복선 STS-9      |
| 14 | 인도              | Rakesh Sharma                           | 1984년 4월 3일   | Soyuz T-11                     |
| 15 | 캐나다            | Marc Garneau                            | 1984년 10월 5일  | 챌린저 우주왕복선 STS-41-G     |
| 16 | 사우디아라비아    | Sultan bin Salman bin Abdulaziz Al Saud | 1985년 6월 17일  | 디스커버리 우주왕복선 STS-51-G |
| 17 | 네덜란드          | Wubbo Ockels                            | 1985년 10월 30일 | 챌린저 우주왕복선 STS-61-A     |
| 18 | 멕시코            | Rodolfo Neri Vela                       | 1985년 11월 26일 | 애틀랜티스 우주왕복선 STS-61-B |
| 19 | 시리아            | 무함마드 파리스                         | 1987년 7월 22일  | Soyuz TM-6                     |
| 20 | 아프가니스탄      | 압둘 아하드 모만드                      | 1988년 8월 29일  | Soyuz TMA-6                    |
| 21 | 일본              | 아키야마 도요히로                       | 1990년 12월 2일  | Soyuz TM-11                    |
| 22 | 영국              | 헬렌 샤먼                               | 1991년 5월 18일  | Soyuz TM-12                    |
| 23 | 오스트리아        | Franz Viehböck                          | 1991년 10월 2일  | Soyuz TM-13                    |
| 24 | 러시아            | Aleksandr Kaleri Aleksandr Viktorenko   | 1992년 3월 17일  | Soyuz TM-14                    |
| 25 | 벨기에            | Dirk Frimout                            | 1992년 3월 24일  | 애틀랜티스 우주왕복선 STS-45   |
| 26 | 이탈리아          | Franco Malerba                          | 1992년 7월 31일  | 애틀랜티스 우주왕복선 STS-46   |
| 27 | 스위스            | Claude Nicollier                        | 1992년 7월 31일  | STS-46                         |
| 28 | 우크라이나        | Leonid Kadenyuk                         | 1997년 11월 19일 | STS-87                         |
| 29 | 스페인            | Luis Carrero Blanco                     | 1973년 12월 20일 | 디스커버리 우주왕복선 STS-95   |
| 30 | 슬로바키아        | Ivan Bella                              | 1999년 2월 0일   | Soyuz TM-29                    |
| 31 | 남아프리카 공화국 | Mark Shuttleworth                       | 2002년 4월 25일  | Soyuz TM-34                    |
| 32 | 이스라엘          | 일란 라몬 (귀환 중 사망)                | 2003년 1월 16일  | 컬럼비아 우주왕복선 STS-107    |
| 33 | 중국              | 양리웨이                                | 2003년 10월 15일 | 선저우 5호                     |
| 34 | 브라질            | Marcos Pontes                           | 2006년 3월 30일  | Soyuz TMA-8                    |
| 35 | 이란              | Anousheh Ansari                         | 2006년 9월 18일  | Soyuz TMA-9                    |
| 36 | 스웨덴            | Christer Fuglesang                      | 2006년 12월 10일 | STS-116                        |
| 37 | 말레이시아        | Sheikh Muszaphar Shukor                 | 2007년 10월 10일 | Soyuz TMA-11                   |
| 38 | 대한민국          | 이소연                                  | 2008년 4월 8일   | 소유스 TMA-12                  |
| 39 | 덴마크            | 안드레아스 모겐센                       | 2015년 9월 2일   | Soyuz TMA-18M                  |
| 40 | 카자흐스탄        | Aidyn Aimbetov                          | 2015년 9월 2일   | Soyuz TMA-18M                  |

## 각국 최초의 여성 우주인
1. 소련 - 발렌티나 테레시코바 1963년 6월 16일  보스토크 6호
2. 미국 - 샐리 라이드 1983년 6월 18일  챌린저 우주왕복선 STS-7
3. 영국 - 헬렌 샤먼 Helen Sharman 1991년 5월 18일  Soyuz TM-12
4. 캐나다 - Roberta Lynn Bondar 1992년 1월 22일  디스커버리 우주왕복선 STS-42
5. 일본 - 무카이 치아키 Chiaki Mukai 1994년 7월 8일  컬럼비아 우주왕복선 STS-65
6. 프랑스 - 클로디 에녜레 Claudie Haigneré 1996년 8월 17일  Soyuz TM-24
7. 대한민국 - 이소연 2008년 4월 8일  소유스 TMA-12
8. 중국 - 류양 2012년 6월 16일  선저우 9호

## 각국 최초의 자력 발사 우주인
2009년 현재 전 세계에 4개국이 성공했다.
1. 소련 - 유리 가가린 1961년 4월 12일  보스토크 1호
2. 미국 - 앨런 셰퍼드 1961년 5월 5일  머큐리-레드스톤 3호
3. 러시아 - Aleksandr Kaleri, Aleksandr Viktorenko 1992년 3월 17일  Soyuz TM-14
4. 중국 - 양리웨이 2003년 10월 15일  선저우 5호

## 각국 최초의우주 유영우주인
1. 소련 - 1965년 3월 18일 알렉세이 레오노프 Aleksei Leonov 1965년 3월 18일  보스호트 2호
2. 미국 - 1965년 6월 3일 에드워드 화이트 1965년 6월 3일  제미니 4호
3. 캐나다 - 2001년 4월 22일 크리스 햇필드 Chris Hadfield 2001년 4월 19일  인데버 우주왕복선 STS-100
4. 중국 - 2008년 9월 27일 자이즈강 Zhai Zhigang 2008년 9월 25일  선저우 7호

## 각국 최초의 여성우주 유영우주인
1. 소련 - 1984년 7월 25일 Svetlana Savitskaya 1984년 7월 17일  Soyuz T-12
2. 미국 - 1984년 10월 11일 Kathryn D. Sullivan 1984년 10월 5일  챌린저 우주왕복선 STS-41-G

## 각국 최초의 자력 발사우주 유영우주인
2009년 현재 전 세계에 3개국이 성공했다.
1. 소련 - 1965년 3월 18일 알렉세이 레오노프 Aleksei Leonov 1965년 3월 18일  보스호트 2호
2. 미국 - 1965년 6월 3일 에드워드 화이트 1965년 6월 3일  제미니 4호
3. 중국 - 2008년 9월 27일 자이즈강 Zhai Zhigang 2008년 9월 25일  선저우 7호

## 참조
1. ↑  "Space tourist lifts off (http://news.bbc.co.uk/2/hi/science/nature/1945950.stm)". BBC News 2002-4-25. Retrieved 28 October 2009.
2. ↑  "Lift-off for woman space tourist (http://news.bbc.co.uk/2/hi/science/nature/5355022.stm)". BBC News 2006-9-18. Retrieved 28 October 2009.

## 같이 보기
- 분류:나라별 우주인
- 각국 최초의 우주발사체